# Авија BH-7
Авија BH-7 (чеш. Avia BH-7) је ловачки авион направљен у Чехословачкој. Авион је први пут полетео 1923. године.
Највећа брзина у хоризонталном лету је износила 240 km/h. Практична највећа висина лета је износила 8000 метара а брзина пењања 400 метара у минути. Размах крила је био 10,40 метара а дужина 6,84 метара. Маса празног авиона је износила 885 килограма а нормална полетна маса 1151 килограма. Био је наоружан са 2 предња митраљеза калибра 7,7 милиметара.

## Пројектовање и развој
Године 1922, Министарство народне одбране Чехословачке (МНО) расписало је конкурс чехословачким компанијама  за производњу авиона да развију авион који би био опремљен стандардним мотором HS 8Fb. Овај мотор је Чешка фабрика Шкода производила по лиценци Hispano Suiza 8Fb - осмоцилиндарски авионски мотор које је производила Хиспано-Суиза од 1914. године и коришћених у многим типовима авиона Антанте током Првог светског рата.
На овај захтев МНО-а, Авиа и њен тандем конструктора П.Бенеш и М.Хајн су одговорили са два пројекта ловаца: Авиа BH-6 ловац двокрилац и Авија BH-7 моноплан са парасол крилом. Ови авиони су пројектовани по модуларном принципу имали су заједнички труп, стајни трап и репне површинее а разликовали су се само у крилима.

## Технички опис
Труп авиона Авија BH-7а и Авија BH-7b је био исти као на авиону Авија BH-6.
Погонска група авиона Авија BH-7а се сасојала од 8-мо цилиндарског, V-линијског, течношћу хлађеног, мотора ŠKODA HS 8Fb снаге 221kW (300KS), и двокраке дврене вучне елисе фиксног корака. Авија BH-7b је имао исти мотор ŠKODA HS 8Fb али са повећаном снагом 279kW (380KS).
Крила авиона Авија BH-7а и Авија BH-7b су конструктивно била као код авиона Авија BH-6 али су се разликовала по облику и димензијама. Код авиона Авија BH-7а крило је балдахином причвршћен за труп авиона (парасол) тако да је пилот имао поглед између крила и трупа авиона. За разлику од тога код авиона Авија BH-7b крило је било везано директно за труп авиона (висококрилац) а пилот је има поглед преко крила авиона. Код оба ова авиона свако крило је било са доње стране подупрта паром упорницама.
Репне површине авиона Авија BH-7а и Авија BH-7b су биле исти као на авиону Авија BH-6.
Стајни трап авиона Авија BH-7а и Авија BH-7b је био исти као на авиону Авија BH-6.

## Наоружање
Авион Авија BH-7а је био наоружан са два синхронизована митраљеза Vickers калибра 7,7 мм постављена изнад мотора који су гађали кроз обртно поље елисе. Авион Авија BH-7b није био наоружан.
| Наоружање авиона: Авија        |             |
| Ватрено (стрељачко) наоружање  |             |
| Топ                            |             |
| Митраљез                       |             |
| Број и ознака митраљеза        | 2 х Vickers |
| Калибар                        | 7,7         |
| Бомбардерско наоружање (бомбе) |             |
| Ракетно наоружање (ракете)     |             |

## Верзије
- BH-7a - модел са парасол крилом произведен 1 авион.
- BH-7b - модел авиона висококрилац произведен 1 авион.

## Оперативно коришћење
Први прототип означен као BH-7a полетео је 15. децембра 1923. Међутим, током испитивања овај авион се два пута срушио па се одустало од његове производње.
Други прототип означен као BH-7b који је био намењен за обарање брзинских рекорда полетео је 23. јануара 1924. године Међутим, током брзинских трка 1924. године, авион је ударио у заборављени нивелациони клин на аеродрому и практично је уништен. Чак се ни овај авион више није производио.

## Паралелни приказ техничких података за авионе BH-6 и BH-7
| Величине       | подаци (BH-6)                     | подаци (BH-7a)                    | подаци (BH-7b)                    |
| -------------- | --------------------------------- | --------------------------------- | --------------------------------- |
| посада         | 1                                 | 1                                 | 1                                 |
| размах крила   | 9,98 m                            | 10,40 m                           | 9,00 m                            |
| дужина         | 6,47 m                            | 6,84 m                            | 6,84 m                            |
| висина         | 2,88 m                            | 2,83 m                            | 2,43 m                            |
| површина крила | 22,60 m²                          | 18,15 m²                          | 13,00 m²                          |
| маса празног   | 878 kg                            | 855 kg                            | 815 kg                            |
| маса пуног     | 1.180 kg                          | 1.150 kg                          | 1.005 kg                          |
| погон          | течношћу хлађен 8-то цил. V-мотор | течношћу хлађен 8-то цил. V-мотор | течношћу хлађен 8-то цил. V-мотор |
| тип            | Hispano-Suiza 8Ba                 | ŠKODA HS 8Fb                      | ŠKODA HS 8Fb                      |
| снага          | 220kW (300KS)                     | 221kW (300KS)                     | 279kW (380KS)                     |
| макс. брзина   | 220 km/h                          | 270 km/h                          | 300 km/h                          |
| путна брзина   | 200 km/h                          | 245 km/h                          | 270 km/h                          |
| брзина пењања  | 392 m/min                         | 402 m/min                         | 507 m/min                         |
| плафон         | 7.000 m                           | 8.000 m                           | 8.000 m                           |
| долет          | 500 km                            | 480 km                            | 480 km                            |
| наоружање      | 2 х 7,7 mm Vickers                | 2 х 7,7 mm Vickers                |                                   |

## Земље које су користиле авион
- Чехословачка